# اولیویا گونسالوز
اولیویا گونسالوز (انگلیسی: Olivia Gonsalves؛ زادهٔ ۲۲ ژوئیهٔ ۱۹۹۳) بازیکن فوتبال اهل گویان است.
وی همچنین در تیم‌های ملی فوتبال Guyana women's national football team بازی کرده‌است.